# Natas Loves You
Natas Loves You est un groupe luxembourgeois de rock, originaire de Luxembourg, actif entre 2008 et 2015.

## Histoire
Les musiciens de Natas Loves You se sont rencontrés au Lycée Vauban de la ville de Luxembourg ; les membres de l'époque venaient du Luxembourg, d'Espagne, de France, de Finlande et des États-Unis. Natas Loves You est le groupe qui succède à Glitter and Trauma, qui a joué au Rock am Knuedler en 2008. Le chanteur faisait auparavant partie des Holy National Victims. Le premier EP du groupe, From Natas With Love, est la première sortie sur le label luxembourgeois de Fred Baus, Songs for Ben. Il est enregistré par Charel Stolz.
En 2009, Natas Loves You se produit aux festivals luxembourgeois Rock-A-Field, Mess for Masses, On Stéitsch et Sonic Visions. Le 27 novembre 2009, le groupe célèbre la sortie de son EP From Natas With Love à l'Exit07, dont le single Finished Line atteint la première place du Eldoradio Chartbreaker et le top 15 de la machine à succès RTL,,.
Par la suite, Natas Loves You s'installe à Paris et y donne plusieurs concerts. Au cours de l'été, son deuxième EP Paintings est enregistré, sorti en 2011. Pour la soirée de sortie, ils jouent à guichets fermés à La Maroquinerie, l'une des plus grandes salles de concert indépendant parisiennes. Également en 2012 et 2013, ils se produisent au festival Sonic Visions. Natas Loves You est sous contrat avec le label discographique français 3e Bureau, sur lequel ils sortent le single numérique Go or Linger en novembre 2013 et l'EP Skip Stones en mars 2014. Leur premier album The 8th Continent sort en octobre 2014 sur le label Cinq7. En 2014, le groupe remporte le Prix Music:LX dans la catégorie rock/pop/électro. Le 17 décembre 2015, Natas Loves You annonce sa séparation sur Facebook.

## Style musical
Les racines musicales des musiciens d'origine finlandaise, espagnole, française et américaine remontent, entre autres, au hip-hop et au rock psychédélique. Ils citent comme source d'inspiration des groupes comme Curtis Mayfield, Metronomy, The Zombies, A Tribe Called Quest, et artistes comme Astrud et João Gilberto.

## Discographie

### Albums studio
- 2014 : The 8th Continent

### EP
- 2009 : From Natas With Love
- 2011 : Paintings
- 2014 : Skip Stones

### Singles
- 2011 : Finished Line
- 2012 : Light as Air
- 2012 : Love Don't Bring Me Down
- 2012 : Gold and Copper
- 2013 : Go or Linger
- 2014 : Got to Belong
- 2015 : Naked People